# Odontocolon
Odontocolon is een geslacht van insecten uit de orde vliesvleugeligen (Hymenoptera) en de familie Ichneumonidae.

## Soorten
- O. appendiculatum (Gravenhorst, 1829)
- O. dentipes (Gmelin, 1790)
- O. geniculatum (Kriechbaumer, 1889)
- O. hungaricum (Clement, 1938)
- O. minutum (Telenga, 1930)
- O. punctulatum (Thomson, 1877)
- O. quercinum (Thomson, 1877)
- O. rufiventris (Holmgren, 1860)
- O. spinipes (Gravenhorst, 1829)
- O. thomsoni (Clement, 1938)